# Jerez de la Frontera
Jerez de la Frontera je město v autonomním společenství Andalusie v jihozápadním Španělsku. Jedná se o největší město provincie Cádiz. Žije zde přibližně 214 tisíc obyvatel, počtem obyvatel a ekonomickým významem tak překročilo nedaleký Cádiz.

## Charakteristika
Město je známé díky vinařství, chovu koní a flamenku. Poloha mezi mořem a horami přitahuje množství turistů.
Historické centrum Jerezu bylo vyhlášeno kulturní památkou, jako kulturní události s dlouhou tradicí jsou oslavovány i velikonoční slavnosti a tradiční Koňský trh (španělsky Feria del Caballo).
Ve městě se nachází i automobilový okruh Circuito Permanente de Jerez, dřívější dějiště závodů formule 1, nyní pravidelné dějiště jednoho z dílů Mistrovství světa silničních motocyklů.

## Středisko chovu koní
Jerez je sídlem Královské andaluské školy jezdeckého umění, obdobou slavné jezdecké školy ve Vídni. V okolí je velké množství stájí s kvalitními chovy.
V roce 2004 hostil Jerez čtvrté Světové jezdecké hry.

## Partnerská města
- Arles, Francie
- Sevilla, Španělsko
- Kijosu, Japonsko
- Pardubice, Česko